# Afrosternophorus chamberlini
Afrosternophorus chamberlini es una especie de arácnido del orden Pseudoscorpionida de la familia Sternophoridae.

## Distribución geográfica
Se encuentra en Laos y Vietnam.